# 11820 Mikiyasato
11820 Mikiyasato eller 1981 EP38 är en asteroid i huvudbältet som upptäcktes den 1 mars 1981 av den amerikanska astronomen Schelte J. Bus vid Siding Spring-observatoriet. Den är uppkallad efter Mikiya Sato.
Asteroiden har en diameter på ungefär 5 kilometer och den tillhör asteroidgruppen Eos.